# Vattenkobror
Vattenkobror (Boulengerina) är ett släkte ormar som tillhör familjen giftsnokar. Vattenkobror kallas så därför att de till skillnad från de flesta kobror lever en stor del av sina liv i sjöar.
Släktet omfattar två kända arter i Södra Afrika och Centralafrika. 
- Ringvattenkobra, Boulengerina annulata (Buchholz & Peters, 1876)
- Christys vattenkobra, Boulengerina christyi (Boulenger, 1904)
- Storms vattenkobra , Boulengerina annulata stormsi (Dollo, 1886)

Vattenkobror finns i Kamerun, Gabon, Kongo-Brazzaville, Kongo-Kinshasa, Centralafrikanska republiken, Tanzania, Ekvatorialguinea, Rwanda, Burundi och Zambia.